# Jeanne de Pontevès-Cabanes
Jeanne de Pontevès-Cabanes (1499 circa – 25 maggio 1555) è stata una nobildonna francese, consorte del Signore di Monaco dal 1514 al 1523, come moglie di Luciano I.

## Biografia

### Nascita
Jeanne de Pontevès-Cabanes nacque intorno al 1499 da Tanneguy de Pontevès-Cabanes, co-signore di Cabanes (1450-1525), e da Jeanne de Villeneuve dei Signori di Masse (1460-1505). Ebbe una sorella minore, Marguerite (1502-1555).

### Primo matrimonio
Il 25 settembre 1514 sposò Luciano I di Monaco, che divenne signore di Monaco nel 1505, dopo aver assassinato il fratello Giovanni II. Jeanne succedette come consorte ad Antonia di Savoia.

### Vedovanza
Nel 1523 Jeanne divenne vedova, quando suo marito venne assassinato dal nipote Bartolomeo Doria di Dolceacqua che voleva vendicare la cugina Maria, privata dallo zio dell'ascesa al trono monegasco.
Nel giorno dell'omicidio Jeanne e i suoi figli furono imprigionati e costretti a lasciare Monaco dai Doria. In seguito il figlio Onorato, di soli nove mesi, salì al trono, ma, al contrario di come accade per Pomellina Fregoso, a Jeanne non fu permesso di essere reggente, ruolo che spettò al cognato Agostino.

### Secondo matrimonio
Jeanne sopravvisse al marito per trentadue anni. Si risposò in seconde nozze, nel 1528, con Antonio Luigi di Savoia-Racconigi, conte di Pancallier. Ebbero una figlia e in seguito il loro matrimonio fu annullato.

### Morte
Jeanne de Pontevès-Cabanes morì il 25 maggio 1555, all'età di circa 56 anni.

## Discendenza
Jeanne de Pontevès-Cabanes e Luciano I di Monaco ebbero cinque figli, quattro maschi e una femmina:
- Francesco (nato nel 1516 e deceduto in tenera età);
- Claudina (nata nel 1517 e deceduta in tenera età);
- Lamberto (nato nel 1519 e deceduto in tenera età);
- Ranieri (nato nel 1521 e deceduto in tenera età);
- Onorato (16 dicembre 1522 – 7 ottobre 1581), sposò Isabella Grimaldi con la quale ebbe i seguenti figli:[4]
  - Ginevra (24 ottobre 1548 - 1594);
  - Benedetta (nata il 3 maggio 1550 e deceduta in giovane età);
  - Claudia (8 ottobre 1552 - 20 novembre 1598);
  - Carlo (26 gennaio 1555 - 17 maggio 1589);
  - Eleonora (10 dicembre 1556 - ?);
  - Francesco (13 novembre 1557 - 4 ottobre 1586);
  - Orazio (5 novembre 1558 - 16 luglio 1559);
  - Ippolita (20 novembre 1559 - 24 aprile 1562)
  - Fabrizio (1º dicembre 1560 - 20 aprile 1569)
  - Ercole (24 settembre 1562 - 29 novembre 1604), sposò Maria Landi ed ebbero figli.
  - Virginia (12 luglio 1564 - ?), fu monaca eremitana dell’Ordine di Sant'Agostino e visse nel Monastero di Santa Maria in Passione di Genova;
  - Aurelia (13 novembre 1565 - ?);
  - Orazio (5 settembre 1567 - Madrid, 1620), fu il coppiere di Filippo III di Spagna;
  - Giovanni Battista (24 marzo 1571 - 18 marzo 1572).

Dalle seconde nozze con Antonio Luigi di Savoia-Racconigi nacque una figlia:
- Francesca.

## Ascendenza
|                              |                       |                         | Genitori              |  |  | Nonni |  |  | Bisnonni              |  |  | Trisnonni          |  |
|                              |                       |                         |                       |  |  |       |  |  | Antoine I de Pontevès |  |  | Blacas de Pontevès |  |
|                              |                       |                         |                       |  |  |       |  |  | Antoine I de Pontevès |  |  | Blacas de Pontevès |  |
|                              |                       | Marguerite Gantelme     |                       |  |  |       |  |  | Antoine I de Pontevès |  |  |                    |  |
| Antoine II de Pontevès       |                       |                         |                       |  |  |       |  |  | Antoine I de Pontevès |  |  |                    |  |
|                              |                       | Nicolasse de Montfalcon | Nicolas de Montfalcon |  |  |       |  |  |                       |  |  |                    |  |
|                              |                       | Nicolasse de Montfalcon | Nicolas de Montfalcon |  |  |       |  |  |                       |  |  |                    |  |
|                              |                       | Nicolasse de Montfalcon | Isoarde Gavarron      |  |  |       |  |  |                       |  |  |                    |  |
| Tanneguy de Pontevès-Cabanes |                       | Nicolasse de Montfalcon |                       |  |  |       |  |  |                       |  |  |                    |  |
|                              |                       | Antoine Monge           | Bérenguier Monge      |  |  |       |  |  |                       |  |  |                    |  |
|                              |                       | Antoine Monge           | Bérenguier Monge      |  |  |       |  |  |                       |  |  |                    |  |
|                              |                       | Antoine Monge           | Monette Gantelme      |  |  |       |  |  |                       |  |  |                    |  |
| Jaumette Monge               |                       | Antoine Monge           |                       |  |  |       |  |  |                       |  |  |                    |  |
|                              |                       | Marie de Quiqueran      | Pierre Quiqueran      |  |  |       |  |  |                       |  |  |                    |  |
|                              |                       | Marie de Quiqueran      | Pierre Quiqueran      |  |  |       |  |  |                       |  |  |                    |  |
|                              |                       | Marie de Quiqueran      | Belindone Raynaud     |  |  |       |  |  |                       |  |  |                    |  |
| Jeanne de Pontevès-Cabanes   |                       | Marie de Quiqueran      |                       |  |  |       |  |  |                       |  |  |                    |  |
|                              | Antoine de Villeneuve | Antoine de Villeneuve   |                       |  |  |       |  |  |                       |  |  |                    |  |
|                              | Antoine de Villeneuve | Antoine de Villeneuve   |                       |  |  |       |  |  |                       |  |  |                    |  |
|                              | Antoine de Villeneuve | Hermeline de Gourdon    |                       |  |  |       |  |  |                       |  |  |                    |  |
| Louis de Villeneuve          | Antoine de Villeneuve |                         |                       |  |  |       |  |  |                       |  |  |                    |  |
|                              |                       | Philippe de Glandevès   | Bermond de Glandevès  |  |  |       |  |  |                       |  |  |                    |  |
|                              |                       | Philippe de Glandevès   | Bermond de Glandevès  |  |  |       |  |  |                       |  |  |                    |  |
|                              |                       | Philippe de Glandevès   | Marguerite de Blacas  |  |  |       |  |  |                       |  |  |                    |  |
| Jeanne de Villeneuve         |                       | Philippe de Glandevès   |                       |  |  |       |  |  |                       |  |  |                    |  |
|                              |                       | Charles de Castillon    | Luc de Castillon      |  |  |       |  |  |                       |  |  |                    |  |
|                              |                       | Charles de Castillon    | Luc de Castillon      |  |  |       |  |  |                       |  |  |                    |  |
|                              |                       | Charles de Castillon    | ...                   |  |  |       |  |  |                       |  |  |                    |  |
| Colette de Castillon         |                       | Charles de Castillon    |                       |  |  |       |  |  |                       |  |  |                    |  |
|                              |                       | Madeleine de Quiqueran  | Guacher de Quiqueran  |  |  |       |  |  |                       |  |  |                    |  |
|                              |                       | Madeleine de Quiqueran  | Guacher de Quiqueran  |  |  |       |  |  |                       |  |  |                    |  |
|                              |                       | Madeleine de Quiqueran  | Phanette de Raynaud   |  |  |       |  |  |                       |  |  |                    |  |
|                              |                       | Madeleine de Quiqueran  |                       |  |  |       |  |  |                       |  |  |                    |  |